# Hans J. Glas
Hans Josef Glas (* 4. Oktober 1937 in Regensburg) ist ein deutscher Maler und Zeichner.

## Leben
Hans J. Glas ist der ältere Bruder des Bildhauers Heinrich Glas. Er studierte von 1959 bis 1963 Maschinenbau an der Fachhochschule Regensburg, war danach als Ingenieur tätig und widmete sich zunehmend der Kunst, vorwiegend der Landschafts- und Architekturmalerei.
Seit 1996 nahm er mehrfach an der Großen Ostbayerischen Kunstausstellung (GOK) des BBK Niederbayern/Oberpfalz teil und stellte auch bei den Jahresausstellungen des Kunst- und Gewerbevereins Regensburg aus. Einzelausstellungen hatte er in der Kunsthalle im Historischen Reitstadl in Neumarkt in der Oberpfalz (1985), in der Kleinen Galerie in seiner Heimatstadt (1989) und in der Ingolstädter Galerie im Velhornhaus (2005).
Werke von ihm befinden sich in der Bayerischen Staatsgemäldesammlung in München, in den Sammlungen der Städte Ingolstadt und Regensburg, des Finanzbauamts Regensburg, des Verbands der bayerischen Bezirke und der Landesversicherungsanstalt Niederbayern-Oberpfalz, die 2007 in der Deutschen Rentenversicherung Bayern Süd aufging.